# 栗翅牛鸝屬
栗翅牛鹂屬（学名：Agelaioides）是拟黄鹂科下的一个属。過去該属的物種曾分類至牛鹂屬（Molothrus）。

## 下属物种
本属包括以下物种：
- 栗翅牛鹂 Agelaioides badius (Vieillot, 1819)
- 纯色栗翅牛鹂 Agelaioides fringillarius
- 玻利维亚拟鹂 Agelaioides oreopsar (P.E.Lowther, 2001)